# Færøerne ved Island Games 2017
Færøerne deltog i tolv sportsgrene ved Island Games 2017 og vandt i alt 87 medaljer, heraf var 30 guld. Halvdelen af guldmedaljerne blev vundet i svømning. Færøerne blev nummer to sammenlagt, næst efter Isle of Man.
| Island Games Gotland 2017 | Guld | Sølv | Bronze | Total |
| Færøerne                  | 30   | 27   | 30     | 87    |

## Badminton
| Medaljer | Spiller/hold                          | Singe/double, m/k |
| -------- | ------------------------------------- | ----------------- |
| Bronze   | Rannvá D. Carlsson                    | Single, kvinder   |
| Bronze   | Rannvá D. Carlsson og Niklas Eysturoy | Double, blandet   |

Kilde: 

## Bordtennis
| Medaljer | Spiller(e)                         | Event      |
| -------- | ---------------------------------- | ---------- |
| Guld     | Henrietta Nielsen og Durita Jensen | Damedouble |
| Sølv     | Henrietta Nielsen                  | Damesingle |

Kilde: 

## Bueskydning
| Medaljer | Event                                        | Bueskytter/hold                                                                                  |
| -------- | -------------------------------------------- | ------------------------------------------------------------------------------------------------ |
| Guld     | Compound Head to Head Knockout, hold         | Færøerne (Albert Elias Dam, Anja Eydnudóttir, Jógvan Niclasen, Nikkel Petersen, Jóannes Poulsen) |
| Guld     | Compound Head to Head Knockout, herrer       | Albert Elias Dam                                                                                 |
| Guld     | Compound Head to Head Knockout, kvinder      | Anja Eydnudóttir                                                                                 |
| Guld     | Compound Head to Head Knockout, blandet hold | Færøerne (Absalon Hansen, Jastrid Mathea Rein Jensen, Oddmar Nielsen)                            |
| Guld     | Single WA 1440 Compound                      | Færøerne (Albert Elias Dam, Anja Eydnudóttir, Jógvan Niclasen, Nikkel Petersen, Jóannes Poulsen) |
| Guld     | Single WA 1440 Menn Recurve, herrer          | Oddmar Nielsen                                                                                   |
| Guld     | Single WA 1440 Compound, damer               | Anja Eydnudóttir                                                                                 |
| Sølv     | Recurve Head to Head Knockout, herrer        | Absalon Sandy Harryson Hansen                                                                    |
| Bronze   | Compound Head to Head Knockout, herrer       | Nikkel Petersen                                                                                  |
| Bronze   | Recurve Head to Head Knockout, herrer        | Oddmar Nielsen                                                                                   |
| Bronze   | Recurve Head to Head Knockout, hold          | Færøerne (Absalon Hansen, Jastrid Mathea Rein Jensen, Oddmar Nielsen)                            |
| Bronze   | Single WA 1440 Compound, herrer              | Jógvan Niclasen                                                                                  |
| Bronze   | Single WA 1440 Recurve, herrer               | Absalon Sandy Harryson Hansen                                                                    |
| Bronze   | Single WA 1440 Recurve, hold                 | Færøerne (Absalon Hansen, Jastrid Mathea Rein Jensen, Oddmar Nielsen)                            |

Kilder: in.fo Arkiveret 11. maj 2022 hos  Wayback Machine og
islandgames2017results.com Arkiveret 30. juni 2017 hos  Wayback Machine

## Cykling
| IGotland 2017 | Cykelrytter/hold | Disciplin                     | Ryttere på holdet                                                                   |
| ------------- | ---------------- | ----------------------------- | ----------------------------------------------------------------------------------- |
| Guld          | Torkil Veyhe     | Enkeltstart                   |                                                                                     |
| Sølv          | Dávur Magnussen  | Linjeløb                      |                                                                                     |
| Sølv          | Torkil Veyhe     | By-criterium                  |                                                                                     |
| Bronze        | Færøerne         | Holdkonkurrence i enkeltstart | Torkil Veyhe, Dávur Magnussen, Jan Hjaltalin Olsen, Jóhann Brend, Gunnar Dahl-Olsen |
| Bronze        | Færøerne         | Holdkonkurrence linjeløb      | Torkil Veyhe, Dávur Magnussen, Jan Hjaltalin Olsen, Jóhann Brend, Gunnar Dahl-Olsen |

Kilde:  Arkiveret 30. juni 2017 hos  Wayback Machine